# Famenne Ardenne Classic 2018
La Famenne Ardenne Classic 2018, seconda edizione della corsa, valevole come evento dell'UCI Europe Tour 2018 categoria 1.1, si svolse il 27 settembre 2018 su un percorso di 194,5 km, con partenza ed arrivo a Marche-en-Famenne, in Belgio. La vittoria fu appannaggio del belga Guillaume Boivin, che completò il percorso in 4h 42' 57" alla media di 41,24 km/h, precedendo il francese Quentin Pacher e l'olandese Danny van Poppel.
Furono 101 i ciclisti, dei 151 alla partenza, che portarono a termine la competizione.

## Squadre partecipanti
| N.      | Cod. | Squadra                      |
| ------- | ---- | ---------------------------- |
| 1-7     | LTS  | Lotto Soudal                 |
| 11-17   | TLJ  | Team Lotto NL-Jumbo          |
| 21-27   | WGG  | Wanty-Groupe Gobert          |
| 31-37   | VWC  | Veranda's Willems-Crelan     |
| 41-47   | SVB  | Sport Vlaanderen-Baloise     |
| 51-57   | WVA  | WB Aqua Protect Veranclassic |
| 61-67   | FST  | Team Fortuneo-Samsic         |
| 71-77   | TDE  | Direct Énergie               |
| 81-87   | COF  | Cofidis                      |
| 91-97   | VCC  | Vital Concept Cycling Club   |
| 101-107 | RNL  | Roompot-Nederlandse Loterij  |

| N.      | Cod. | Squadra                        |
| ------- | ---- | ------------------------------ |
| 111-117 | ICA  | Israel Cycling Academy         |
| 121-127 | RLM  | Roubaix Lille Métropole        |
| 131-137 | AUB  | St Michel-Auber 93             |
| 141-147 | SEG  | SEG Racing Academy             |
| 151-157 | TJI  | Joker Icopal                   |
| 161-167 | CIB  | Cibel-Cebon                    |
| 172-177 | LPC  | Leopard Pro Cycling            |
| 181-187 | AAS  | AGO-Aqua Service               |
| 191-196 | TDA  | Dauner D&DQ-Akkon              |
| 201-207 | CCD  | Differdange-Losch              |
| 211-217 | PCW  | T.Palm-Pôle Continental Wallon |

## Ordine d'arrivo (Top 10)
| Pos. | Corridore         | Squadra       | Tempo    |
| ---- | ----------------- | ------------- | -------- |
| 1    | Guillaume Boivin  | Israel A.     | 4h42'57" |
| 2    | Quentin Pacher    | Vital Concept | s.t.     |
| 3    | Danny van Poppel  | Lotto-Jumbo   | s.t.     |
| 4    | Rein Taaramäe     | Direct Éner.  | s.t.     |
| 5    | Milan Menten      | Sport Vlader. | s.t.     |
| 6    | Alexander Krieger | Leopard       | s.t.     |
| 7    | Benjamin Declercq | Sport Vlader. | s.t.     |
| 8    | Franck Bonnamour  | Fortuneo      | s.t.     |
| 9    | Cees Bol          | SEG Racing    | s.t.     |
| 10   | Jens Keukeleire   | Lotto-Soudal  | s.t.     |